# 利斯內 (基輔州)
50°26′47″N 30°6′51″E / 50.44639°N 30.11417°E
利斯內（烏克蘭語：Лісне）是位於烏克蘭北部的村莊，由基辅州布恰区的德米特里夫卡市鎮負責管轄。該村面積1.2平方公里，海拔高度170米，2001年人口442，人口密度每平方公里368.3人。